# اكاشي تاكينوري
اكاشي تاكينوري (باليابانية: 明石全登) هو ساموراي ياباني، ولد في 1566، وتوفي في 1618.